# Sidzina (województwo opolskie)
Sidzina (niem. Hennersdorf) – wieś w Polsce położona w województwie opolskim, w powiecie nyskim, w gminie Skoroszyce.
W przeszłości w rejonie wsi znajdował się przysiółek Pietrowice (niem. Peterwitz). Obecnie niezamieszkały po stronie gminy Łambinowice.
W latach 1975–1998 miejscowość położona była w województwie opolskim.

## Zabytki

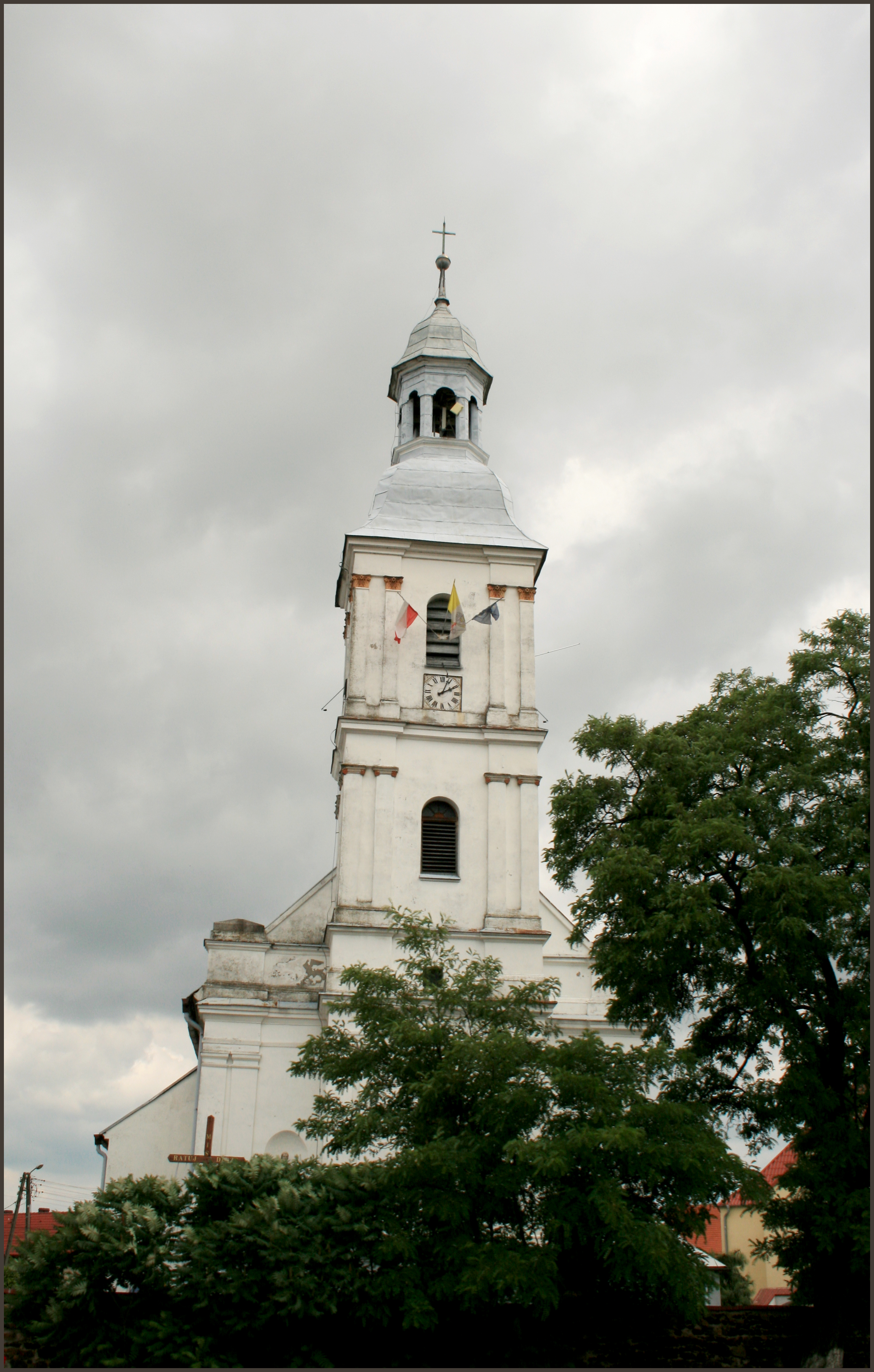
Kościół pw. św. Piotra i Pawła

Do wojewódzkiego rejestru zabytków wpisane są:
- kościół par. pw. św. Piotra i Pawła, z XIV w., XVII w., 1824 r.
- zespół dworski, z XVI-XIX w.:
  - baszta obronna
  - oficyna
  - park.

Około 1,5 km od Sidziny, przy drodze nr 46 w kierunku Niemodlina znajduje się Kościół pw. Znalezienia Krzyża Świętego i Matki Boskiej Częstochowskiej z 1873 r.